# Georges Scelle
Georges Auguste Jean Joseph Scelle, född den 19 mars 1878 i Avranches, död den 8 januari 1961, var en fransk rättslärd. 
Scelle blev juris doktor i Paris 1906, var professor vid universitetet i Sofia 1907-1909 och sedermera i Lille och i Dijon, där han var professor i folkrätt. 
Till sin politiska åskådning radikal, var Scelle medarbetare i "L’Oeuvre". Stort intresse ägnade han Nationernas förbund och fredsrörelsen. 
Bland hans arbeten märks: Le pacte des nations et sa liaison avec le traité de paix (1919), Le droit ouvrier (1922) och L’élaboration du pacte (i "Les origines et l’oeuvre de la Société des nations", 1923).